# Mòng biển xira chân đen
Rissa tridactyla là một loài chim trong họ Laridae.

## Hình ảnh

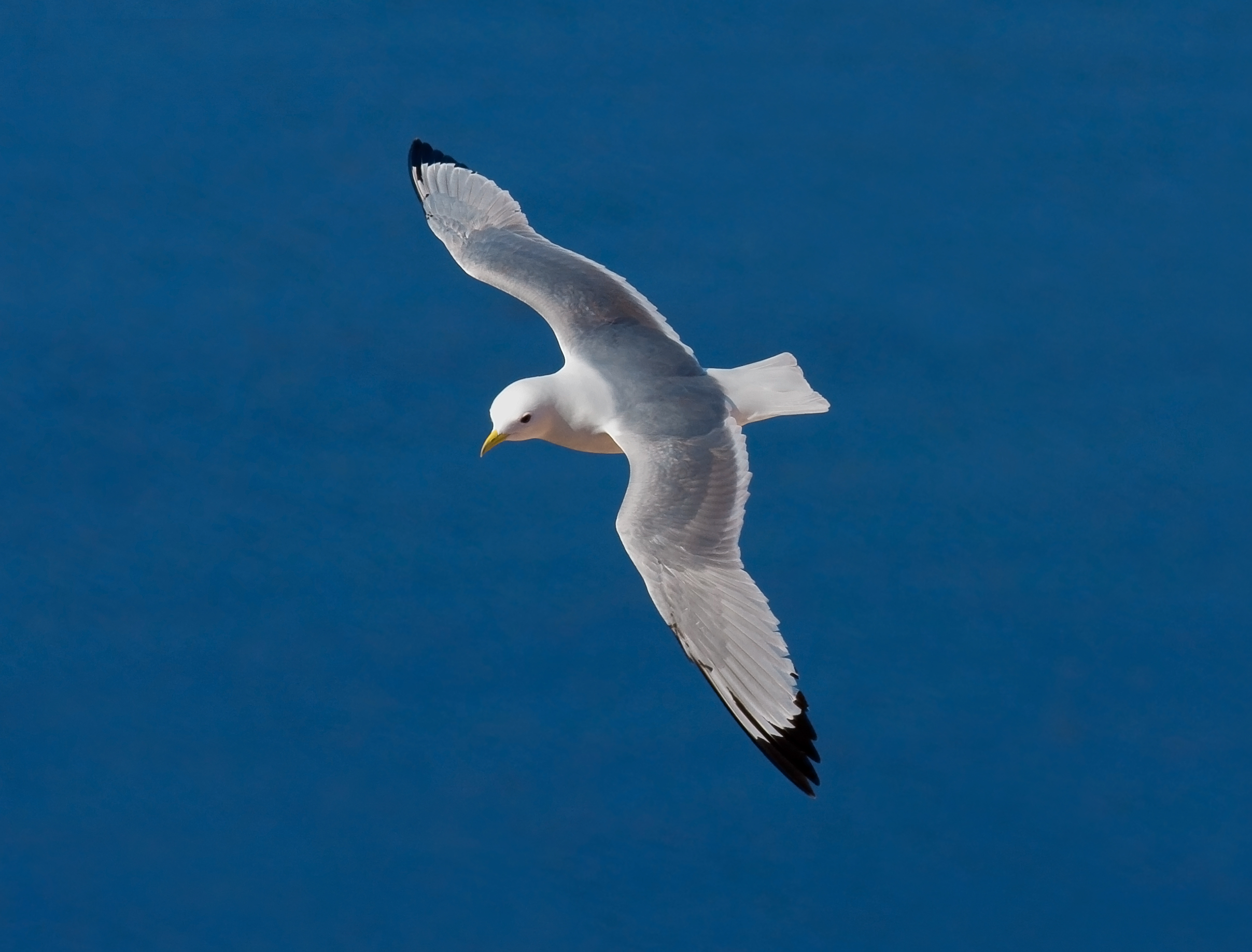
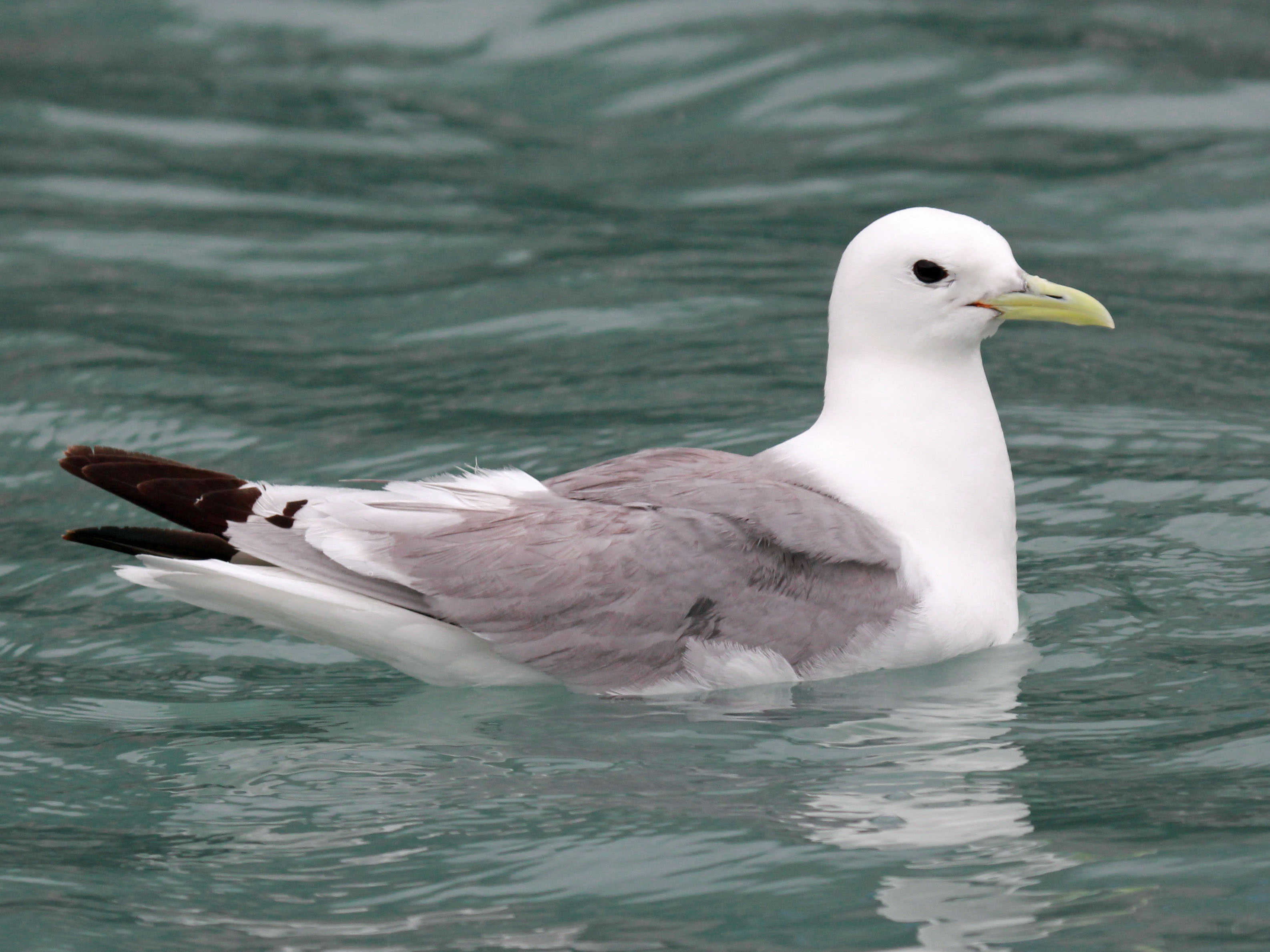
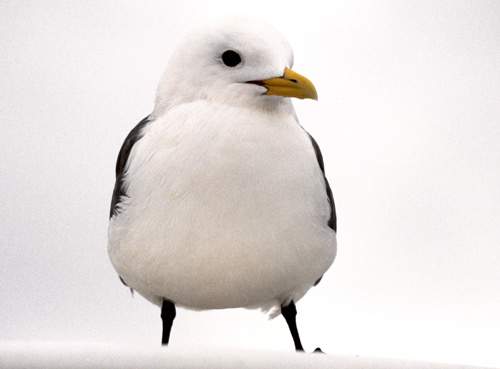
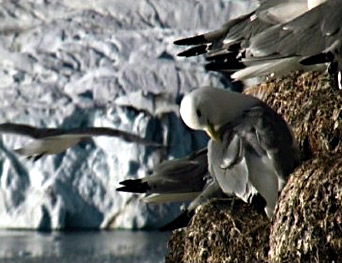
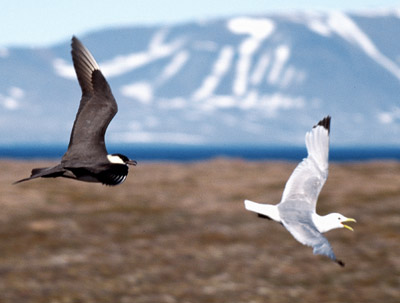
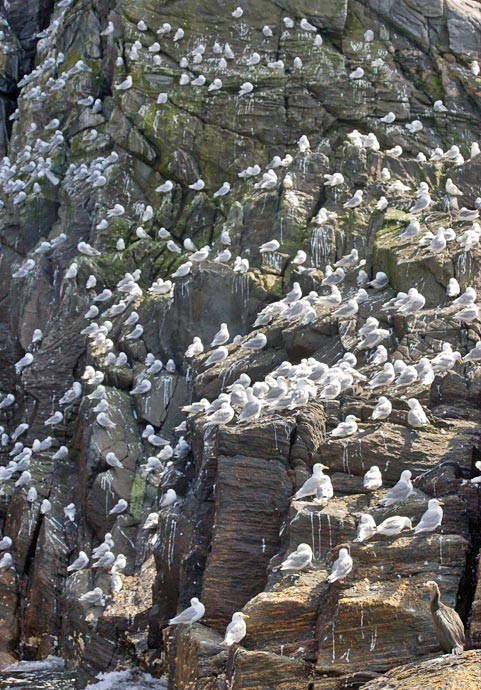
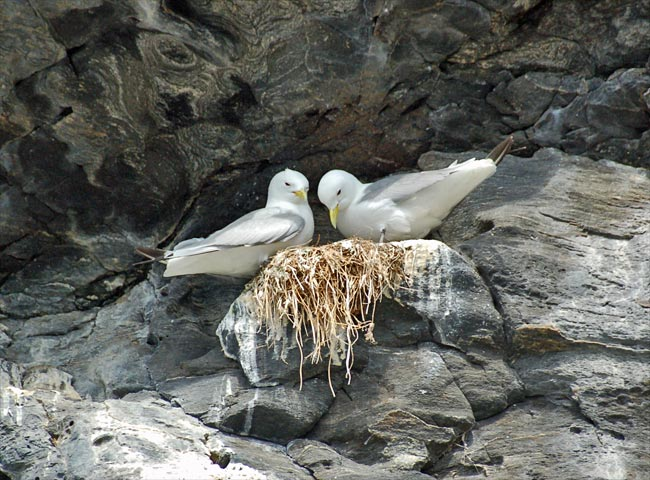
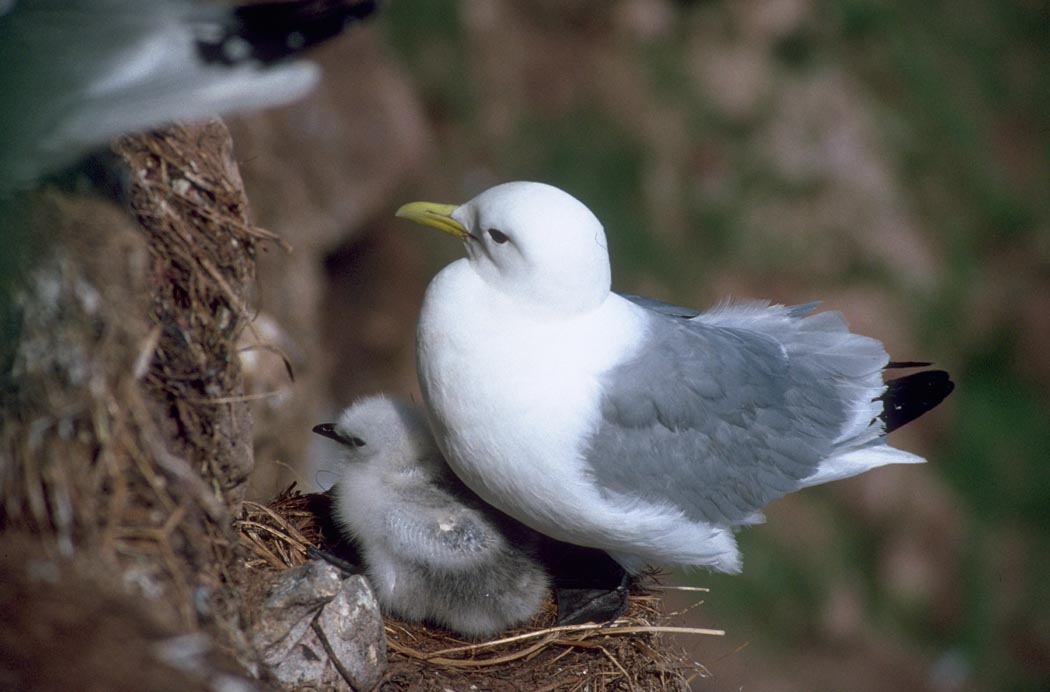
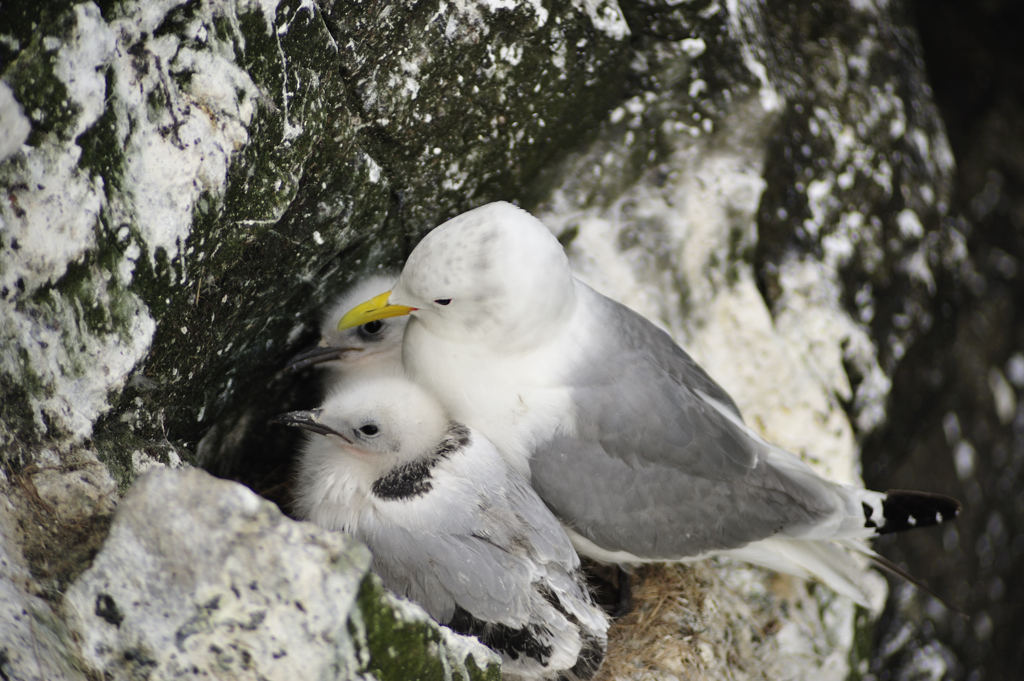
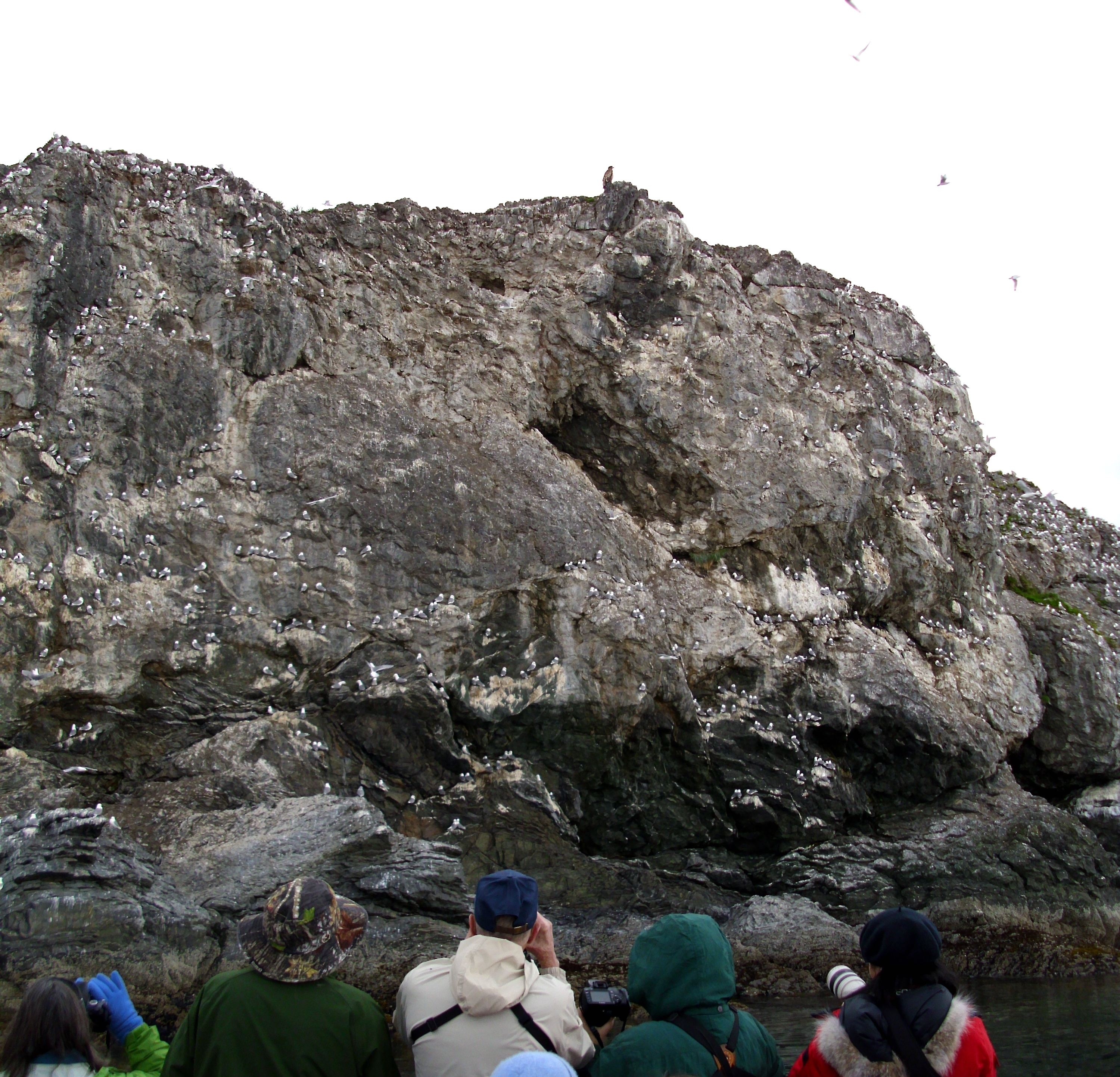
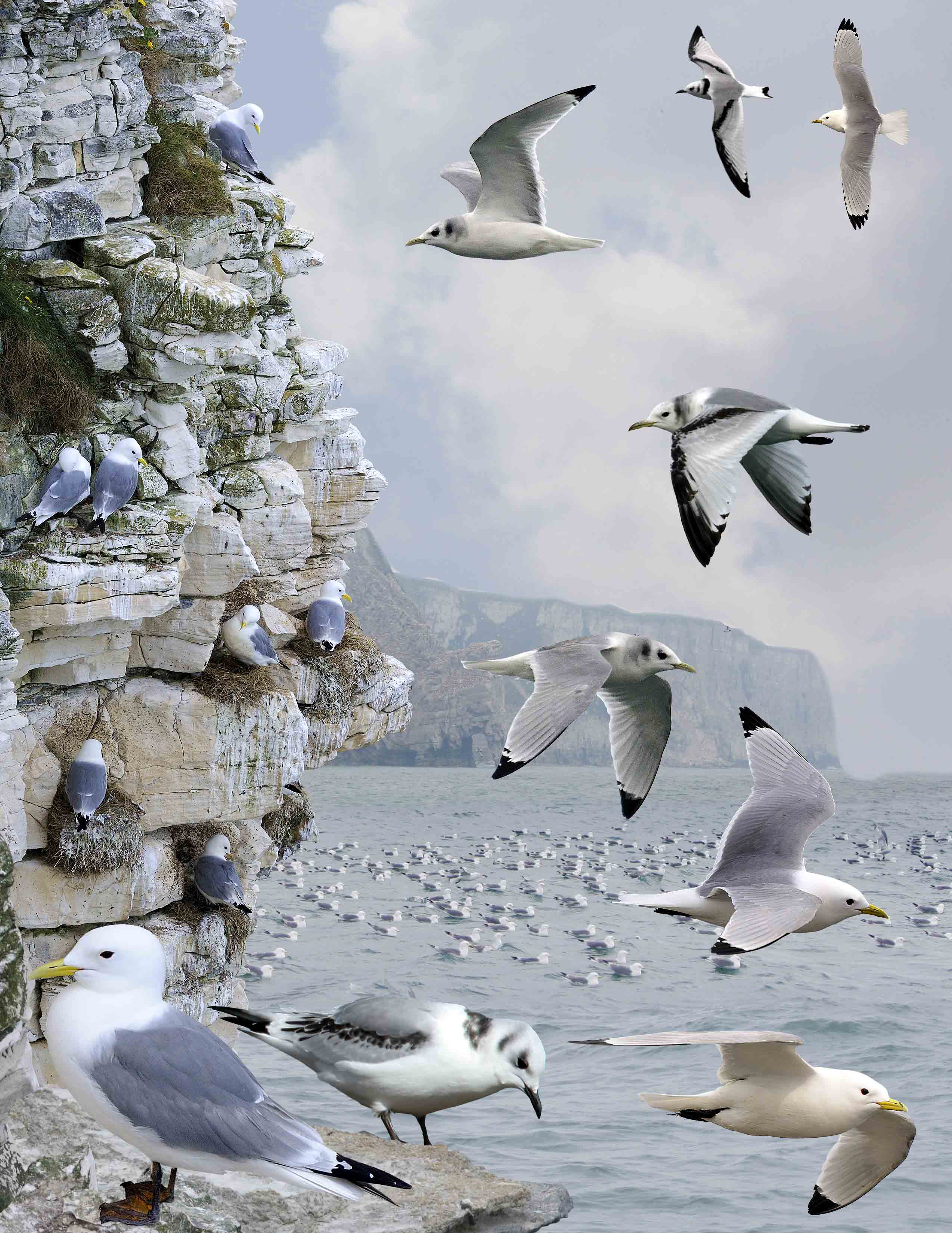
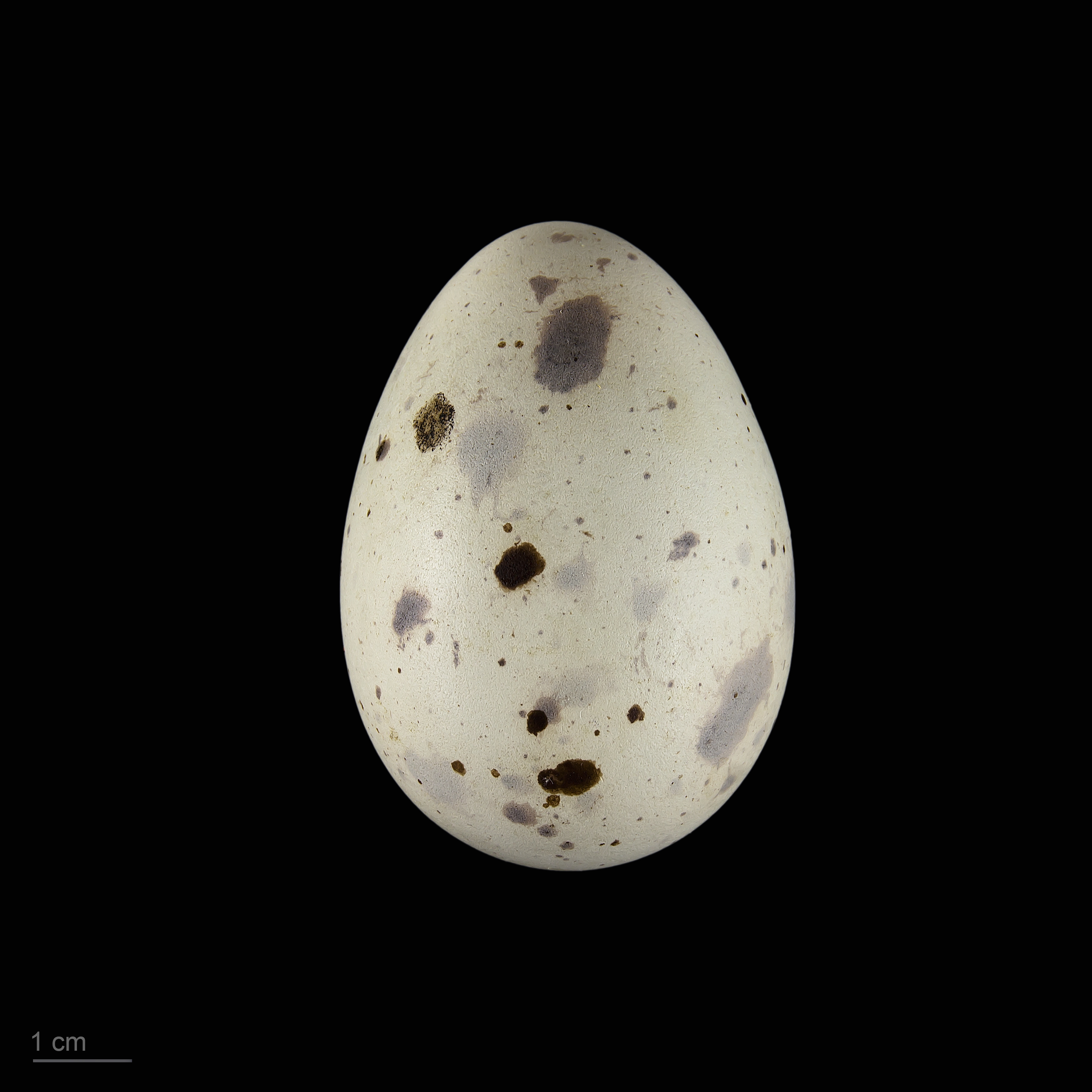
Museum specimen